# Rodrigo de Luna
Rodrigo de Luna (falecido em 1460) foi um prelado católico romano que serviu como arcebispo de Santiago de Compostela (1449–1460).

## Biografia
No dia 7 de abril de 1449, Rodrigo de Luna foi nomeado durante o papado de Nicolau V como Arcebispo de Santiago de Compostela, onde serviu como arcebispo até à sua morte em 1460. Enquanto bispo, foi o principal consagrador de Pedro González de Mendoza, bispo de Calahorra y La Calzada (1454).